# James Peck
James Peck, född 11 december 1880, död 22 juni 1955, var en friidrottare från Kanada. Han deltog vid olympiska sommarspelen 1904.